# Македонський денар
Македонський денар (мак. Македонски денар; код: MKD) — офіційна валюта Північної Македонії. Поділяється на 100 дені (мак. дени), хоча монети останніх відсутні в обігу але вони можуть зазначатися в електронних розрахунках. Назва денар походить від слова денарій — назви грошової одиниці стародавнього Риму. Скорочене позначення — ден, утворений першими літерами назви.

## Історія
Македонський денар було введено 26 квітня 1992 року як заміну югославському динару за номінальною вартістю. 5 травня 1993 було проведено реформу валюти, один новий денар (MKD) став рівним 100 старим (MKN).

## Монети
Для старого динару монети не випускалися. В 1993 році їх було започатковано разом із реформою: 50 дені (знято з випуску), 1, 2, та 5 денарів. Пізніше до них додалися монети вартістю 10 та 50 денарів.

## Банкноти
Початково використовувалися купюри вартістю 10, 25, 50, 100, 500, 1000, 5000 та 10000 денарів.
З 1993 року банкноти для нового денару випускалися вартістю 10, 20, 50, 100 та 500, причому 20-денарна банкнота друкувалася тільки в першій серії. В 1996 році додалися купюри в 1000 та 5000 денарів.

## Валютний курс
Народний банк Північної Македонії з 2002 року утримує курс македонського денару відносно Євро на рівні 61-62 ден/євро.